# Suchodół (województwo lubuskie)
Suchodół – wieś w Polsce położona w województwie lubuskim, w powiecie żarskim, w gminie Brody.
W latach 1975–1998 miejscowość położona była w województwa zielonogórskiego.